# Crameria amabilis
Crameria amabilis is een vlinder uit de familie uilen (Noctuidae). De wetenschappelijke naam van deze soort is voor het eerst geldig gepubliceerd in 1773 door Drury.
De soort komt voor in tropisch Afrika.